# هاینریش شونفلد
هاینریش شونفلد (آلمانی: Heinrich Schönfeld; ۳ اوت ۱۹۰۰ – ۳ سپتامبر ۱۹۷۶) بازیکن فوتبال اهل اتریش بود.
از باشگاه‌هایی که در آن بازی کرده است می‌توان به باشگاه فوتبال تورینو و باشگاه فوتبال اینتر میلان اشاره کرد.